# Hoplitis submanicata
Hoplitis submanicata is een vliesvleugelig insect uit de familie Megachilidae. De wetenschappelijke naam van de soort is voor het eerst geldig gepubliceerd in 1984 door van der Zanden.